# 화평옹주·박명원 묘 및 신도비
화평옹주·박명원 묘 및 신도비(和平翁主·朴明源 墓 및 神道碑)는 대한민국 경기도 파주시 파주읍 파주리에 있다. 영조의 제3녀인 화평옹주와 그의 남편 박명원의 합장묘이다. 2001년 12월 21일 파주시의 향토문화유산 제13호로 지정되었다.

## 개요
조선 영조의 셋째 딸 화평옹주와 사위인 부마 박명원의 합장묘와 신도비이다. 
화평옹주(和平翁主)는 영조 3년(1727) 창경궁 집복헌에서 영조와 영빈이씨와의 사이에서 태어났다. 조선 후기 문신인 박명원(朴明源)과 결혼하였으나 안타깝게도 1748년 22세의 나이로 세상을 떠났다. 
남편 박명원(朴明源, 1725~1790)은 조선 후기 학자이며 문신으로 본관은 반남(潘南), 자는 회보(晦甫), 호는 만보정(晩?亭)이다. 1738년(영조 14)에 화평옹주에게 장가들어 금성위(錦城尉)에 봉해졌으며 화평옹주와 함께 영조의 깊은 사랑을 받았다. 특히 글씨를 매우 잘 써 나라의 경사나 슬픈 일이 있을 때 금옥보책명정서관(金玉寶冊銘旌書官)에 10여 차례 임명되기도 하였다. 
묘역은 군부대 내에 위치하고 있으며 전체적으로 잘 보존되어 있다. 묘역 내에는 옹주와 부마가 함께 합장된 원형봉분과 묘비 1기, 망주석 2기, 상석 1기, 향로석 1기로 구성되어 있고 봉분 뒤로는 곡담을 둘러 아늑하게 하였다. 묘역의 경사진 부분 아래 오른편에 문인석 1기가 세워져 있는데 2기 중 1기가 유실된 것으로 보인다. 봉분 중앙에 세워진 옥개석 지붕의 묘비는 정조 14년(1790)에 세워졌는데 비의 앞뒷면 글씨는 영조의 어필이다. 군데군데 총탄 흔적이 있으나 보존상태는 양호한 편이다. 
묘역 아래 약 200여m 지점에 화평옹주의 남편인 박명원의 신도비와 하마비(신분의 고하를 막론하고 누구나 말에서 내려서 지나가라는 뜻을 새긴 비)가 있다. 정조 14년(1790)에 세워진 이 신도비는 정조가 글을 찬하고 이양빙(李陽氷)의 글을 모아 전자(篆字)를 새겼으며 안진경(顔眞卿)의 글씨로 비문을 새긴 집자비(集字碑)이다.

## 같이 보기
- 화평옹주